# Iva Zupančič
Iva Zupančič, slovenska gledališka in filmska igralka, * 23. januar 1931, Šmaver, † 14. april 2017.
Iva Zupančič je bila dolgoletna članica ansambla ljubljanske Drame. Odigrala je preko 140 vlog in leta 1968 prejela nagrado Prešernovega sklada ter leta 1997  tudi Borštnikov prstan. Poročena je bila s pesnikom Borutom Kardeljem. 
V štiri desetletja dolgi karieri je odigrala več kot 130 gledaliških vlog iz slovenske in svetovne dramatike, nastopila pa je tudi v več radijskih igrah in v več filmih, med drugim v Veselici režiserja Jožeta Babiča, X-25 javlja Františka Čapa, Iskanja v režiji Matjaža Klopčiča ter Krč Boža Šprajca.
Nastopala je tudi na Odru 57, sodelovala v Koreodrami, pa tudi pri projektih D. Živadinova (50-letni projektil Noordung, tudi v prvi gledališki predstavi v breztežnostnem stanju) itd.
Med drugimi nagradami je leta 1997 prejela Borštnikov prstan.
Društvo slovenskih režiserjev ji je aprila 2017 posmrtno podelilo Nagrado bert. 